# ديجيتال كونغو
إذاعة وتلفزيون ديجيتال كونغو (بالفرنسية: Digital Congo Radio Télévision)‏ هي قناة تلفزيونية خاصة بجمهورية الكونغو الديمقراطية.

## التاريخ
ابتدأت المحطة البث في 10 مارس 2005.

## المنظمة
منظمة راديو الكونغو الرقمية تيلي هي في هذا اليوم أكبر موظف في مجال الصوتيات والمرئيات الخاصة مع 120 موظفًا ليس من بينهم 40 صحفيًا و22 مراسلًا عبر مقاطعات البلدان، وثلاثة من الفنيين والمطربين والخلاطين والمحققين ورجال الأعمال أبناء دي. بالإضافة إلى 15 شخصًا يشغلون سيارة الإنتاج Digital كونغو تي في يضمنون أن 90% من إنتاجاتهم تهدف إلى تثمين الثقافة الكونغولية وتجنب نشر البرامج بلا حقوق. استفاد من تجربة فريدريك كيتنجي، وهو صحفي قديم في Rtnc، ومسؤول تلفزيوني، وسيفيرين باماني، وهو صحفي آخر متخصص في السياسة في Rtnc ومعلم بالجامعة، والصحفيون الشباب الذين يعيشون على فترات من الدوائر المخمرة. جميع المحطات المسبقة للهوائي.